# Čarodějnický sabat

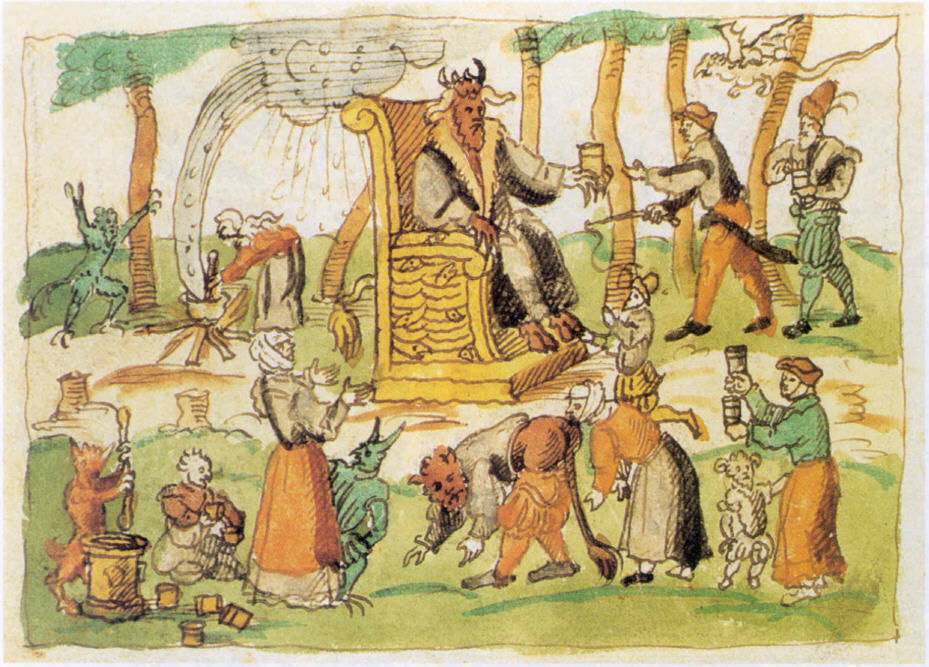
Slet čarodějnic s ďáblem na trůnu

Čarodějnický sabat, čarodějný sabat, černý sabat, nepřesně Valpuržina noc, případně v příslušném kontextu krátce jen sabat je tradované označení nočního orgiastického shromáždění čarodějnic vedených Ďáblem. O čarodějných sabatech se mluví zejména v souvislosti s pronásledováním čarodějnic, k němuž docházelo v Evropě především v 15.–18. století.

## Původ slova
Výraz sabat se odvozuje z latinské podoby hebrejského šabat (שַׁבָּת, odpočinek). Z výrazu pro židovský svátek se ve středověké Evropě stal výraz pro nekřesťanské (tedy též tendenčně nepřátelské) svátky obecně, a byl přenesen též na údajné svátky čarodějnic. Novodobě se objevují též jiné návrhy původu slova, například odvození z orgiastických sabazií, svátků thráckého boha Sabazia, který byl posléze Řeky ztotožněn s Dionýsem.

## Průběh sabatu

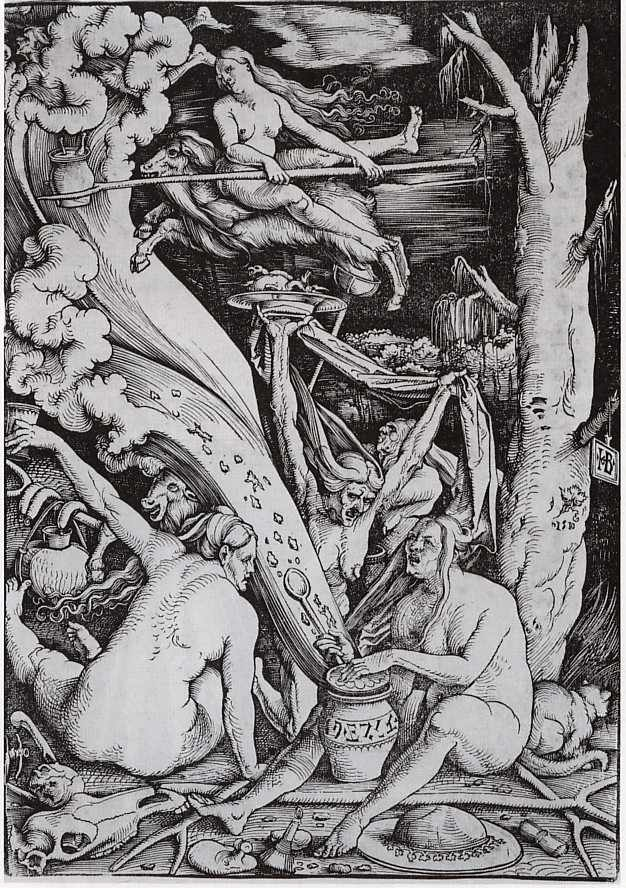
Čarodějnice, dřevoryt Hanse Baldunga (1508)

Podle popisů pronásledovatelů čarodějnic byl sabat tajným shromážděním za noci, nejlépe za úplňku. Hlavní nocí čarodějnic byla ve Střední Evropě Valpuržina noc (též filipojakubská noc, původně keltský svátek Beltaine), noc ze 30. dubna na 1. května. Jiným možným datem byly Dušičky nebo předvečer svátku všech svatých (30. října nebo 2. listopadu, původně keltský svátek Samhain), svátek sv. Jana Křtitele (letní slunovrat, slavený Kelty i Slovany), případně, zvláště v Anglii a ve Skotsku, Dožínky (the Lammas, Lughnasad, původně keltský a anglosaský svátek úrody), slavené 1. srpna. Jedná se vždy o významné svátky předkřesťanských náboženství Evropy.
Sabaty se konaly v horách, skalách nebo jiných pustých místech (např. v Českých zemích Petrovy kameny, v Německu hora Brocken v pohoří Harz, v Polsku hora Śleza u Wroclawi nebo Babia Góra v polských Beskydech). Čarodějnice se tam obvykle dopravovaly na koštěti nebo jiném předmětu (vidle, lavice), namazané kouzelnou mastí, která jim umožnila létat. Podle některých představ létaly nahé. Např. ve Skotsku a ve Švédsku se věřilo, že čarodějnice létají na sabat na kozlu, na svini nebo na hřbetě pomocného démona, který jim saje z čarodějného znaménka za své služby krev. Pomocník mohl měnit své podoby – např. v kozla, ve vlka, v černého kocoura či mouchu, aby se za čarodějnicí dostal všude.
Sabatu předsedal Ďábel, který tam hostoval v podobě kozla nebo polokozla-poločlověka, jemuž mezi rohy hořel modrý plamének. Od čarodějnic se Ďábel nechal oslovovat jako "Mistr Leonhard" nebo "pan Urián" (Německo, Švýcarsko). Ojediněle se v inkvizičních výsleších objevuje představa Ďábla v podobě osla nebo člověka s ptačími znaky. Čarodějnice k trůnícími Ďáblovi přistupovaly po řadě, aby ho seznámily se svou činností, dostaly od něho další příkazy, resp. představily novou budoucí členku a provedly na ní vstupní rituál. Při tomto rituálu "novicka" obcovala s Ďáblem, který jí pak svým rohem nebo drápem na těle učinil čarodějné znaménko - signum diabolicum. Při pronásledování čarodějnic inkvizitoři hledali na těle podezřelých osob podobná znaménka, která byla údajně necitelná vůči bolesti (lovci čarodějnic užívali zasunovací jehlu, jíž předstírali bodnutí do znaménka, ale obviněný nic necítil).
Při sabatu čarodějnice hodovaly, jídlo však muselo být připravené bez soli. Také vařily v kotlích lektvary a čarodějné masti, potřebné pro létání, zpívaly a tancovaly, někdy i nahé, skákaly do ohně či přes něj. K tanci hrály na ďábelské nástroje, jako byly dudy vyrobené z mrtvých koček a flétny z kostí. Podle pověstí a výslechů rovněž rituálně obětovaly zvířata, např. kohouty, ale i nemluvňata, prováděly rouhavé úkony (plivání na hostie, propichování hostií špendlíky, šlapání na kříž) a oddávaly se smilstvu, často incestnímu (krvesmilstvu). Některých sabatů se totiž účastnili i muži a děti, které tam pásly stáda ropuch, určených k přípravě jídla a lektvarů.

## Sabat v historii
První náznaky představy čarodějného sabatu, i když tento pojem ještě nebyl použit, se objevují v 11. stol. v díle biskupa Burcharda z Wormsu, který popisoval putování čarodějnic na setkání s démony, jemuž však nebyly fyzicky přítomny. Také opat Regino z Prümu se v téže době zmiňoval o čarodějnicích, které opouštějí své tělo a létají na setkání s pohanskými bohyněmi.
Ve 13. stol. popsal kacířské seance čarodějnic v německém pohoří Harz inkvizitor Konrád z Marburgu a v polovině 14. stol. se poprvé objevuje termín sabat, a to ve francouzském prostředí. Sabat v "klasické" podobě je znám až z 15. století, kdy je líčen v kázáních svatého Bernardina ze Sieny kolem roku 1430, a poté důkladně popsán ve spise Malleus maleficarum. Dalším pramenem jsou výpovědi obžalovaných z konkrétních čarodějnických procesů, zejména v průběhu 16.-17. století.

## Psychologický výklad
Pokud čarodějné sabaty vůbec někdy existovaly a nebyly jen výmyslem inkvizitorů a jejich mučených obětí, pravděpodobně se jich účastnily skupiny sektářů či pohanů, případně náboženských negativistů, přežívajících na okraji majoritní křesťanské společnosti.
Někteří vědci, např. Carlo Ginzburg, se domnívají, že popis sabatu vychází z pohanských keltských rituálů, jimiž byl uctíván rohatý bůh Cernunnos, případně ze starých slovanských, dáckých či maďarských obřadů, vycházejících snad i ze šamanismu. Tento výklad je však velmi diskutabilní, neboť první popisy sabatu pocházejí až ze 13. a 14. století, kdy už byla celá Evropa s výjimkou části Pobaltí christianizována a ve starším období, kdy pohanství ještě přežívalo mezi venkovským lidem, podobné představy chybí.
Kolem roku 1000 se ve spisech biskupa Burcharda z Wormsu (965–1025) uvádí, že přítomnost čarodějnic na setkání není fyzická, že na něj odlétá pouze duše čarodějnice. Totéž popsal poněkud později také kronikář Regino z Prümu. Je tedy možné, že některé osoby skutečně mohly mít pocit, že letí na koštěti a poté se účastní sabatu — pokud se čarodějnice pomazala mastí z durmanu a blínu (s obsahem psychotropního atropinu) nebo afrodisiakální mastí, mohla zažít halucinaci létání a sexuálních prožitků. V roce 1545 získal lotrinský lékař Andres de Laguna čarodějnou mast, zabavenou při čarodějnickém procesu a vyzkoušel ji na ženě, která na tři dny upadla do bezvědomí a měla vidění letu a sexuálních orgií. Mast se aplikovala na sliznice včetně pohlavních orgánů. a to tak, že se nejprve nanesla na nějaký předmět a poté vmasírovala do sliznice. Tímto předmětem mohla být i násada koštěte, na kterém přitom nahá žena obkročmo seděla.

## Čarodějný sabat v moderní době
Náboženství wicca a některá další pohanská náboženství užívají výraz sabat pro označení osmi svátků v průběhu roku.
Filipojakubská noc je dnes v Česku spojena se zvykem pálení čarodějnic. Podobně jako při čarodějném sabatu se i během této slavnosti rozdělává mohutný oheň, v němž se však spálí figura čarodějnice, která spíše upomíná na upalování čarodějnic jako rozsudek inkvizičního procesu. Zvyk pravděpodobně souvisí se symbolikou ohně jako ochranného prvku před čarodějnicemi a zlými duchy. V některých krajích (např. na Horácku) bylo zvykem vyhazovat do výšky zapálená proutěná košťata, napuštěná smůlou, při čemž se volalo "Čarodějnice letí!"
Popel z hranice i z košťat měl údajně magickou moc zvýšit plodnost polí nebo i léčit některé choroby. Někdy přes dohořívající hranici skákali mladí lidé nebo se přes popel honil dobytek, aby byl zdravý a chráněný. Podobné zvyky jsou známé i z jiných evropských zemí, včetně Irska, Skotska, Francie, Švýcarska, Německa, Polska a Slovenska. Je pravděpodobné, že tento svátek vychází z keltské slavnosti Beltaine, slavené v tomtéž datu a obdobným způsobem.

## Čarodějný sabat v umění a literatuře

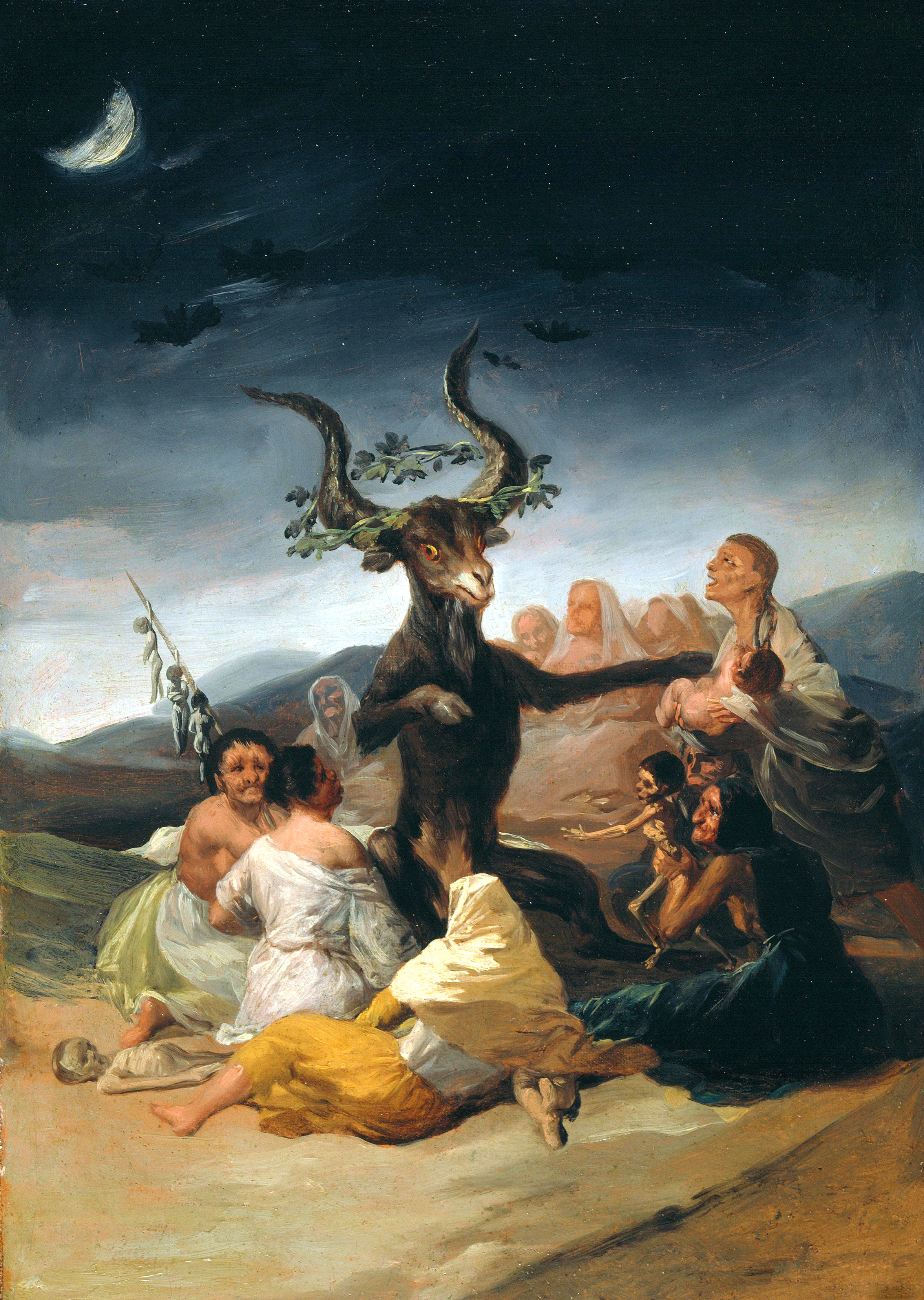
Sabat čarodějnic, Goya, 1797, Museo Lázaro Galdiano, Madrid

Čarodějnický sabat se stal inspirací mnoha uměleckých a literárních děl, V umění se sabat nebo podobné motivy vyskytují např. na obrazech Lucase Cranacha staršího, Hieronyma Bosche, Hanse Baldunga, později též v díle Luise Ricarda Falery či v mnoha obměnách u Francisca Goyi. Z českých výtvarníků jej zobrazili např. Josef Váchal a Jaroslav Panuška.
V klasické literatuře najdeme popisy sabatu (Valpuržiny noci) např. v Goethově Faustovi nebo Gogolových Večerech na samotě u Dikaňky, ale také v mnoha románech a povídkách, např. v Kladivu na čarodějnice Václava Kaplického či povídkách Gustava Meyrinka. Značně ironicky ztvárněný je sabat v Narrenturmu Andrzeje Sapkowského, zatímco v Malé čarodějnici Otfrieda Preußlera je vylíčen způsobem vhodným pro dětské čtenáře.
Z vážné hudby zpravoal motiv sabatu např. Modest Musorgsikj ve skladbě Noc na Lysé hoře, v moderní době se stal inspirací především pro metalovou hudbu, např. pro skupinu Black Sabbath a její stejnojmenné album.